# 1976 en journalisme
Cet article présente les faits marquants de l'année 1976 en journalisme.

## Évènements
- Création du journal El País[1].
- 14 janvier : Création du journal La Repubblica.